# А чи людина він? (фільм, 1979)
«А чи людина він?» (груз. «კაცია ადამიანი?!», рос. «А человек ли он?») — грузинський радянський художній фільм 1979 року кінорежисерів Кеті Долідзе і Сіко Долідзе.

## Сюжет
Власник двадцяти селянських дворів князь Луарсаб Таткарідзе одного дня став жертвою обману князя Мосе, який зумів зісватати йому в дружини свою непривабливу дочку Дареджан. Коли ж обман розкрився і князь побачив свою дружину, чи то по душевній лінивості, чи то зі страху перед можливим шантажем нового родича Луарсаб не став розривати шлюб і навіть заспокоївся. Перебуваючи в ліності та неуцтві, прислухаючись до ворожок, розпускаючи плітки і інтригуючи родичів і друзів, вони прожили довге життя і померли в один день.

## Актори
- Нодар Маргвелашвілі — Луарсаб
- Лейла Шотадзе — Дареджан
- Мегі Цулукідзе
- Джемал Гаганідзе
- Татіа Хайндрава
- Манана Гамцемлідзе
- Бадрі Бегалішвілі
- Вано Гогітідзе
- Георгій Гегечкорі